# Burg Hochnaturns

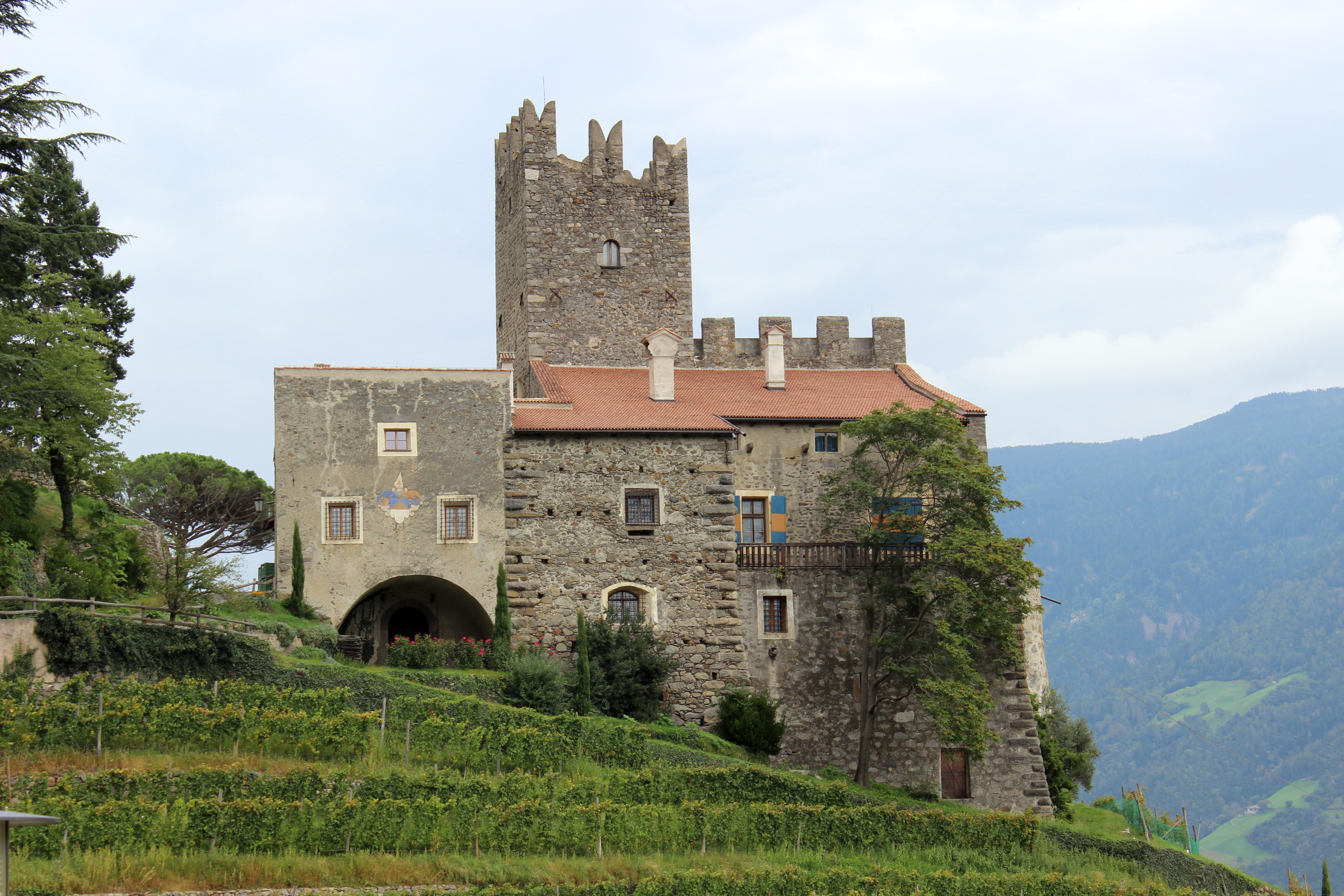
Burg Hochnaturns, Ansicht von Westen

Die Burg Hochnaturns ist eine Burganlage in der Südtiroler Marktgemeinde Naturns im Vinschgau. Die Höhenburg steht am Hang des Sonnenbergs  inmitten von Weinbergen.
Im 12./13. Jahrhundert entstanden, erhielt die Anlage während ihrer Hochzeit im 16. Jahrhundert im Wesentlichen ihre heutige, äußere Gestalt, jedoch wurde sie durch zahlreiche Umbauten im Inneren stark verändert. Die Anlage steht seit 1950 unter Denkmalschutz. Sie befindet sich in Privatbesitz und kann nicht besichtigt werden.

## Geschichte

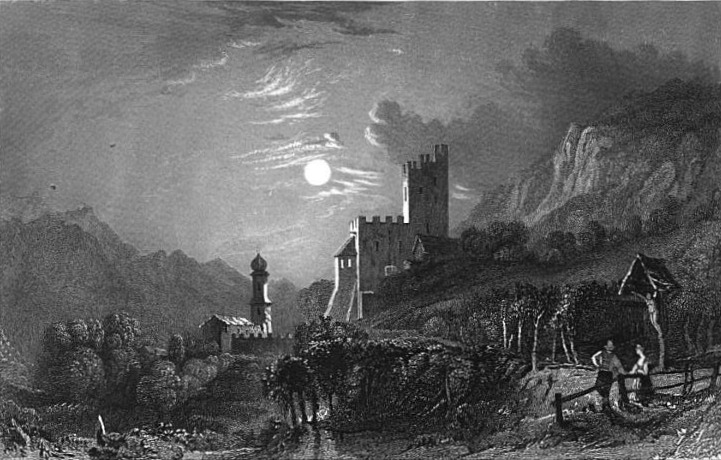
Burg Hochnaturns auf einem Stahlstich von William Tombleson

Die heutige Burganlage entwickelte sich im 12. oder frühen 13. Jahrhundert aus einem romanischen Wohnturm. Erbauer waren die seit 1237 urkundlich nachweisbaren Herren von Naturns, die Ministeriale der Grafen von Tirol waren. Ihre Burg wurde aber erst 1312 erstmals urkundlich genannt. Mitte des 14. Jahrhunderts starben die von Naturns aus, und die Burg kam über Ursula von Naturns an ihre Tochter Katharina von Maretsch und damit an dieses Adelsgeschlecht. Ab 1495 war Hieronymus von Maretsch Burgherr. Er war der letzte männliche Spross der Familie und starb 1508. Nach seinem Tod fiel Hochnaturns als erledigtes Lehen an den Lehnsherrn zurück. Kaiser Maximilian I. verlehnte es daraufhin an den Ehemann von Hieronymus’ Tochter Katharina, Leonhard (Lienhart) von Völs. Die von Völs behielten das Lehen jedoch nicht lang, denn bereits im Jahr 1538 war es im Besitz der Familie von Tschötsch. In jenem Jahr wurde die Burg durch einen Brand zerstört, von Abundus von Tschötsch aber bis 1568 wiederaufgebaut. Bei diesem Wiederaufbau richtete er den sogenannten Saal der Reformatoren mit Bildern von Martin Luther, Jan Hus, Johannes Calvin und Huldrych Zwingli ein.

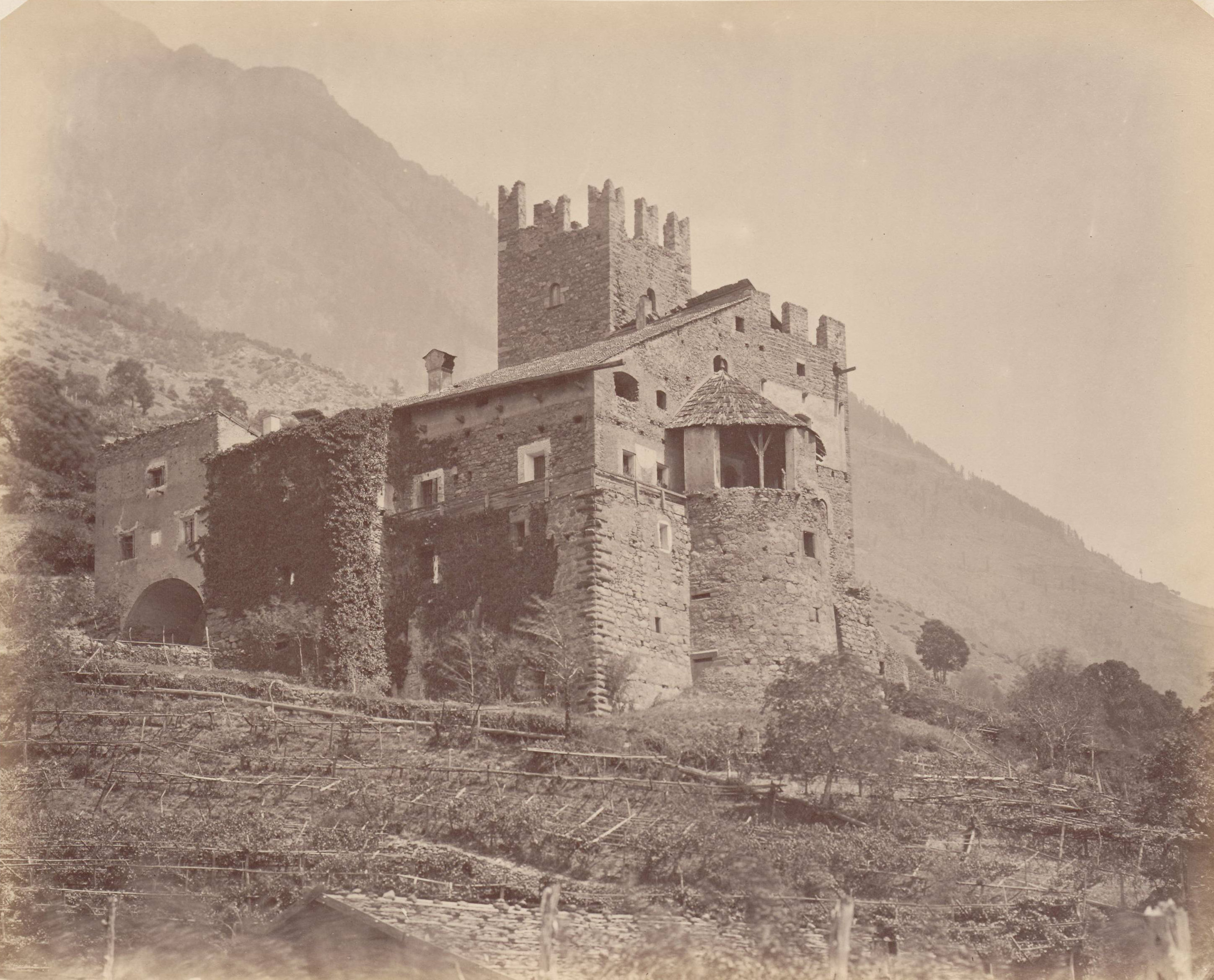
Ansicht der Burg von Südwesten von Jakob August Lorent, 1873–1884

Ihre Hochzeit erlebte die Burg während des 16. Jahrhunderts. In jener Zeit wurde sie ausgebaut und erweitert. 1563 kaufte Johannes Abundus Tschötsch die Anlage für 1500 Gulden und machte sie damit zum freien Allod seiner Familie. Nach dem Tod Friedrich von Tschötschs im Jahr 1601 kam Hochnaturns über dessen Tochter Dorothea an die Familie ihres Ehemanns Andreas von Fieger zu Friedberg. im 17. Jahrhundert in den Grafenstand erhoben, starb die Familie am 2. Juli 1802 mit Johann Valerian im Mannesstamm aus. Die Burg kam als Erbe an den Grafen Johann von Mohr, dem auch schon die nahe gelegene Burg Tarantsberg gehörte. Durch Kauf kam die derweil verfallene Anlage 1836 an Franz Ritter von Goldegg, der sie wieder instand setzen ließ, ehe sie 1838 in bäuerlichen Besitz kam und vorübergehend als Armenhaus diente. 1895 erwarb Gottfried Georg Haas den Besitz und ließ Sicherungsarbeiten an den Gebäuden vornehmen. Dadurch wurde zwar der Verfall gestoppt, jedoch wurde bei den Arbeiten weder der vorhandene Baubestand respektiert, noch sich am ursprünglichen Aussehen der Burg orientiert. 1913 kam es zum Verkauf an August Kleeberg aus Frankfurt. Zu seiner Zeit als Burgherr erfolgten während des Ersten Weltkriegs Einquartierungen in der Anlage, die ihr erheblichen Schaden zufügten. Kleeberg ließ die Burg ab 1928 nach Plänen des Meraner Architekten Adalbert Wietek instand setzen. Nachdem Josefine Mastropaolo-Schguanin Hochnaturns 1952 erworben hatte, ließ sie die Anlage umgestalten und betrieb darin ein Schlosshotel. Seit 1992 dient Burg Hochnaturns als privater Wohnsitz der Familie Mastropaola.

## Beschreibung
Die ursprüngliche Struktur der Burganlage ist durch die zahlreichen Umbauten im Laufe der Geschichte stark verändert. Ältester Teil ist der quadratische Bergfried mit Schwalbenschwanzzinnen, der Oswald-Turm genannt wird. Er hat seinen Namen von dem Deutschordensritter Oswald von Naturns und stammt von Mitte des 13. Jahrhunderts. Seine 7,8 Meter langen Außenmauern sind 1,7 Meter dick. Der 26 Meter hohe Turm besitzt fünf Geschosse mit Buckelquadern im Eckverband. Ungefähr zur gleichen Zeit wie er entstand der zweite, kleinere Rundturm der Burganlage, der die Bezeichnung Kleiner Turm trägt. Er ist dem mit Doppelbogenfenstern ausgestatteten Palas an dessen Südseite vorgelagert. Dieser erhielt seine äußere Gestalt – wie die gesamte Burg – im 16. Jahrhundert. Zu jener Zeit besaß sie eine gehobene Innenausstattung, wozu Holztäfelungen, Türeinfassungen aus Marmor und Kachelöfen gehörten.